# جشنواره فیلم بین‌المللی پزارو
جشنواره فیلم بین‌المللی پزارو (انگلیسی: Pesaro International Film Festival) یکی از مهم‌ترین جشنواره‌های سینمایی ایتالیا است که از آغاز به‌عنوان جایگزین جشنواره فیلم ونیز برای آنچه که نسبت به دیدگاه سیاسی و انتخاب فیلم‌هایی که نمایش داده می‌شود مربوط است معرفی می‌شود. جشنواره پزارو، به‌ویژه در سال‌های اولیه آن، بدون پیروی از نظام ستاره‌سالاری سینما هدف تمجید و بحث در مورد هنر سینما را حفظ کرد.
این جشنواره در پایان سال ۱۹۶۴ توسط لینو میسیچه و برونو توری در رم تأسیس و طراحی شد و از زمان آغاز در پزارو برگزار شده‌است.